# Wijken en buurten in Reusel-De Mierden
De Nederlandse gemeente Reusel-De Mierden is voor statistische doeleinden onderverdeeld in wijken en buurten. De gemeente is verdeeld in de volgende statistische wijken:
- Wijk 00 Reusel (CBS-wijkcode:166700)
- Wijk 01 Hooge Mierde (CBS-wijkcode:166701)
- Wijk 02 Lage Mierde (CBS-wijkcode:166702)
- Wijk 03 Hulsel (CBS-wijkcode:166703)

Een statistische wijk kan bestaan uit meerdere buurten. Onderstaande tabel geeft de buurtindeling met kentallen volgens het Centraal Bureau voor de Statistiek (2008):
| CBS-buurtcode | Buurtnaam                           | Inwonertal | Opp. totaal (ha) | Opp. land (ha) | Ligging                |
| ------------- | ----------------------------------- | ---------- | ---------------- | -------------- | ---------------------- |
| BU16670000    | Reusel                              | 6980       | 232              | 232            | Locatie in de gemeente |
| BU16670001    | Voorste Heikant en Weijereind       | 350        | 215              | 215            | Locatie in de gemeente |
| BU16670002    | De Voort en Achterste Heikant       | 330        | 243              | 243            | Locatie in de gemeente |
| BU16670008    | Buitengebied ten noorden van Reusel | 280        | 661              | 658            | Locatie in de gemeente |
| BU16670009    | Buitengebied ten zuiden van Reusel  | 240        | 1758             | 1753           | Locatie in de gemeente |
| BU16670100    | Hooge Mierde                        | 1260       | 125              | 125            | Locatie in de gemeente |
| BU16670109    | Verspreide huizen Hooge Mierde      | 410        | 1986             | 1975           | Locatie in de gemeente |
| BU16670200    | Lage Mierde                         | 1420       | 102              | 102            | Locatie in de gemeente |
| BU16670209    | Verspreide huizen Lage Mierde       | 410        | 1870             | 1817           | Locatie in de gemeente |
| BU16670300    | Hulsel                              | 520        | 48               | 48             | Locatie in de gemeente |
| BU16670309    | Verspreide huizen Hulsel            | 190        | 627              | 627            | Locatie in de gemeente |